# Aeroportul Regional Montgomery
Aeroportul Regional Montgomery (IATA: MGM, ICAO: KMGM, FAA LID: MGM) este un aeroport din Alabama, Statele Unite ale Americii ce deservește zona Montgomery. Aeroportul a fost tranzitat în 2019 de 389.980 de pasageri. A fost numit după zona deservită.
Situat la o altitudine de 67 m, aeroportul dispune de 2 piste.

## Infrastructură

### Piste
Aeroportul dispune de 2 piste. Pista 03/21 are suprafața de asfalt și dimensiunile 4.011 picioare × 150 picioare. Pista 10/28 are suprafața de asfalt și dimensiunile 9.020 picioare × 150 picioare. 